# Acrocyrta rufofemorata
Acrocyrta rufofemorata är en skalbaggsart som beskrevs av Aurivillius 1910. Acrocyrta rufofemorata ingår i släktet Acrocyrta och familjen långhorningar. Inga underarter finns listade i Catalogue of Life.